# Липецька (річка)
Ли́пецька — річка в Україні, в межах Подільського та Ананьївського районів Одеської області. Права притока річки Тилігул (басейн Тилігульського лиману)

## Опис
Довжина річки 33 км, площа водозбірного басейну 293 км². Долина переважно асиметрична, V-подібна, завширшки до 2,5 км, завглибшки до 100 м, схили розчленовані ярами та балками. Заплава завширшки до 300 м, вкрита лучною рослинністю. Річище помірно звивисте, замулене, мало виразне, завширшки до 2 м. Похил річки 2,1 м/км. 
Має переважно снігове живлення, влітку на окремих ділянках пересихає. Замерзає наприкінці грудня, скресає на початку березня. 
Вода гідрокарбонатно-хлоридна натрієво-кальцієва, мінералізація до 1,0 г/дм³.
Долина річки почленована балками та ярами, заплава місцями заболочена. Річка частково зарегульована ставками. Використовується для сільськогосподарського водопостачання та розведення риби.

## Розташування
Річка Липецька бере початок на північний захід від села Олександрівка Подільського району Одеської області. Тече переважно на південний схід. Впадає до річки Тилігул у межах села Ананьїв 1 (Одеська область).